# 모니크 가브리엘
모니크 개브리엘(Monique Gabrielle, 1963년 7월 30일 ~ )는 미국의 배우, 포르노 배우, 영화 제작자이다.
캔자스시티에서 태어났다.

## 영화
- 쥬니어는 문제아 3 (1995년)
- 뜨거운 유혹 (1993년)
- 이블 툰스 (1992년)
- 보디 케미스트리 2 - 본능의 향기 (1992년)
- 외계인 먼치 (1992년)
- 스크림 퀸 핫 텁 파티 (1991년)
- 헬레이더스 2 (1991년)
- 트랜실바니아의 저주 (1990년)
- 늪지의 괴물 2 (1989년)
- 악령의 외계인 (1988년)
- 데스스토커 2 (1987년)
- 엠마뉴엘 5 (1987년)
- 차타레 부인 2 (1985년)
- 개인 교수 2 (1985년)
- 오버 익스포지드 (1984년)
- 황홀한 연인 (1984년)
- 체인 히트 (1983년)
- 블랙 비너스 (1983년)
- 뉴욕의 사랑 (1982년)
- 에어플레인 2 (1982년)